# Die Olsenbande steigt aufs Dach
Die Olsenbande steigt aufs Dach ist eine dänische Kriminalkomödie aus dem Jahr 1978. Es ist der zehnte Film mit der Olsenbande.

## Handlung
Anlässlich des Geburtstags der dänischen Königin wird Egon früher aus der Haft entlassen, worüber er sich ärgert, weil eine Woche später ein Rechtsanwalt in seine Zelle hätte verlegt werden sollen, von dem er sich Informationen für einen neuen Plan erhoffte. Um wieder ins Gefängnis zu kommen, sabotiert er absichtlich einen nach Egons Vorbild ausgearbeiteten Plan Bennys. 
Egon kommt dann mit dem Plan aus dem Gefängnis, einen Mikrofilm aus der „Reichsregistratur“ zu stehlen, einem geheimen Informationsarchiv. Dieser Mikrofilm enthält den „Arealplan“ eines geheimen Projekts namens Daisyland, das ganz Dänemark in einen einzigen riesigen Ferienpark umgestalten will. Der Ingenieur Bang-Johansen, der sein Büro im Kopenhagener Rathaus hat, will schon vor dem offiziellen Beginn des Projektes den Arealplan an ausländische Investoren verkaufen, die durch den so genannten Schwarzen Baron vertreten werden. Egons Plan besteht darin, den Mikrofilm gegen ein hohes Lösegeld wieder zurückzugeben.

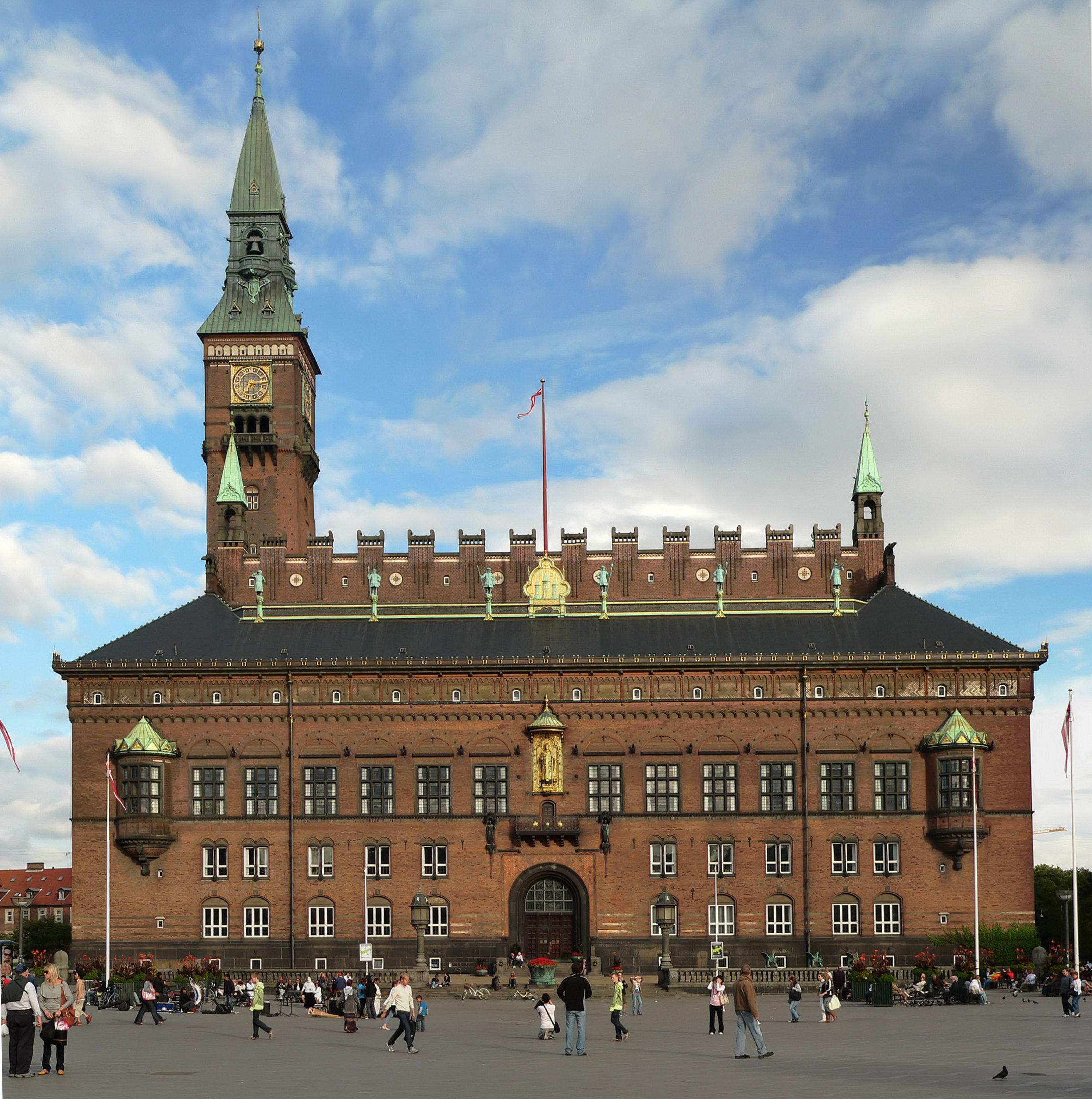
Das Kopenhagener Rathaus am Rådhuspladsen

Der Diebstahl des Films funktioniert mit den üblichen Ablenkungsmanövern tadellos, bei der Übergabe hat Egon jedoch stattdessen Kjelds privaten Urlaubsfilm dabei. Das Dumme Schwein, der Handlanger Bang-Johansens, sowie der Schwarze Baron stellen Egon ins Zifferblatt der Turmuhr des Rathauses, bis er entweder das Versteck des richtigen Filmes preisgibt oder vom großen Zeiger in die Tiefe gestoßen wird. Zufällig wird er dort von Kjeld und Benny entdeckt, die ihn retten – sie hängen sich gemeinsam an den kleinen Zeiger, um den großen zurückzudrehen. Dabei gerät das Schlagwerk der Uhr so aus dem Tritt, dass das Dumme Schwein und der Schwarze Baron von den Gegengewichten k. o. geschlagen werden, und die Olsenbande kann entkommen. 
Da Benny zuvor aus dem Tresor den Geldkoffer gestohlen hat, mit dem der Mikrofilm bezahlt werden sollte, ist der Coup eigentlich geglückt. Kurz vor der Wohnung wird Egon jedoch von der Polizei festgenommen – es steht noch ein Haftbefehl aus, den Jensen ausgegeben hatte, um einen Sündenbock zu haben. Als er im Präsidium eintrifft, wurde Jensen, der als Ermittlungsergebnis nur den Mikrofilm mit Kjelds Urlaubsbildern hat abliefern können, gerade per Telefon unehrenhaft entlassen und will nun nach Kanada auswandern, um dort zu angeln. Egon wird wieder auf freien Fuß gesetzt. In der Wohnung findet er in seinem Koffer jedoch nur Jensens Angelausrüstung, während Jensen bei seiner Abreise entdeckt, was für eine prall gefüllte Reisekasse er dabei hat. 
Aus Wut darüber wirft Egon in Kopenhagen das Schaufenster eines Porzellanladens ein, um sich festnehmen zu lassen. Am Gefängnis wird er anlässlich seiner zehnten Verhaftung (bzw. dem zehnten Olsenbandenfilm) von einer Gefangenenband sowie dem Gefängnisdirektor persönlich begrüßt.
Als komödiantische Nebenhandlung wird Kjeld, der von Yvonne auf Diät gesetzt wurde, bei der Ausführung von Egons Plan immer wieder mit Essen konfrontiert. Ein markantes Beispiel ist sein verzweifelter Versuch des heimlichen Öffnens der verschweißten Flugzeugnahrung.

## Entstehungsgeschichte
Die Grundidee, bei der eine Figur an einem Uhrzeiger hängt, ist dem Stummfilm Safety Last (deutscher Titel: Ausgerechnet Wolkenkratzer!) mit Harold Lloyd aus dem Jahr 1923 entnommen.
Für den Film wurde die Uhr des Kopenhagener Rathauses in vergrößerter Form auf dem Gelände der Nordisk Film A/S in Valby nachgebaut. Die Szenen wurden dabei zum Teil an einem senkrecht stehenden, zum Teil aber auch auf einem waagerecht liegenden Zifferblatt gefilmt. Erik Balling und Henning Bahs wollten die Zeiger für diese Uhr bei einem Schmied in Valby anfertigen lassen. Es stellte sich heraus, dass dessen Großvater die Zeiger des Vorbildes am Kopenhagener Rathaus geschmiedet hatte und der Enkel noch über die originalen Konstruktionszeichnungen verfügte. Die originalgetreue Kopie war deshalb kein Problem.

## Deutsche Synchronisation
Die Olsenbande steigt aufs Dach wurde wie alle Filme der Reihe von der DEFA synchronisiert, war jedoch einer von drei Olsenbandenfilmen, die in der DDR nicht im Kino, sondern nur im Fernsehen zu sehen waren. Egon, Benny und Kjeld wurden wie üblich von Karl Heinz Oppel, Peter Dommisch und Erhard Köster gesprochen, Yvonne zum einzigen Mal von Micaëla Kreißler. In einer Nebenrolle, als Staatssekretär Könich, ist Harald Halgardt zu hören. Die Synchronregie führte Hella Graf.
Mehrere Elemente dieses Filmes fielen in der DDR der Zensur zum Opfer:
- Der Titel, der wörtlich „Die Olsenbande zieht in den Krieg“ bedeutet, musste geändert werden, da die Verantwortlichen das Wort „Krieg“ als anstößig empfanden.
- Im Jahr 1982 wurde aus dem deutschen Vor-und-Abspann die Auflistung der Synchronsprecher entfernt, da Micaëla Kreißler in die Bundesrepublik ausgereist war.
- Die von der Olsenbande erbeuteten zehn Millionen waren D-Mark, auch dies wurde in der deutschen Fassung komplett entfernt.
- Die Originalzeile „Die Reichsregistratur bewahrt sämtliche Informationen über Dänemark und die Dänen auf, sowohl gewöhnliche Informationen als auch geheime Informationen, die für die Polizei, die NATO, die EG und befreundete ausländische Mächte von Interesse sein könnten.“ durfte wegen der Nennung der NATO und der EG so nicht verwendet werden. Daraus wurde in der DEFA-Fassung „Hier werden sämtliche Informationen über Dänemark und die Dänen aufbewahrt, wichtige Informationen und völlig belanglose, allgemein zugängliche ebenso wie solche, die so geheim sind, dass niemand weiß, ob man überhaupt wissen darf, dass man das gar nicht wissen darf.“

## Anmerkungen

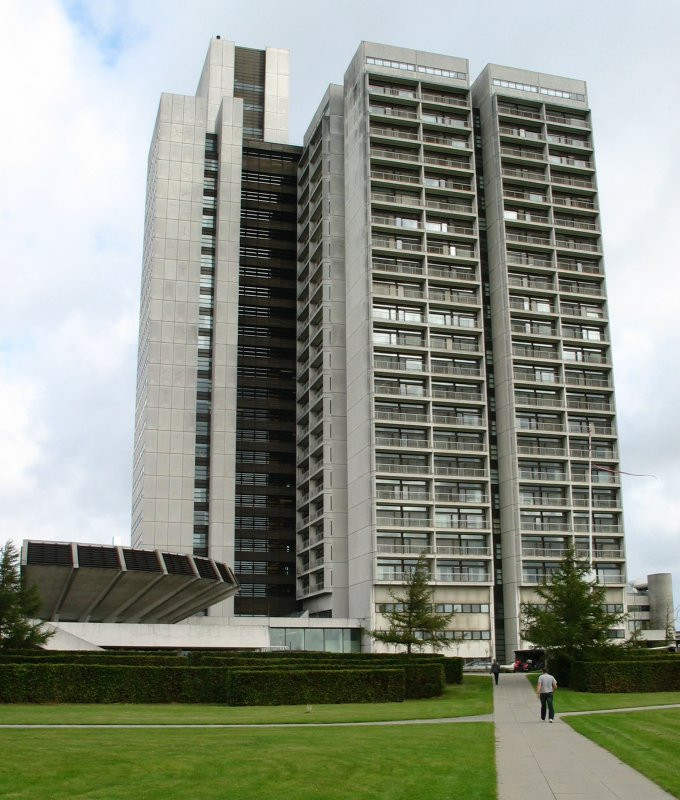
Herlev Hospital; im Film die „Reichsregistratur“